# 若槻咲美
若槻 咲美（わかつき さきみ、1月5日 - ）は、日本の漫画家、イラストレーター、各種デザイナー。千葉県船橋市出身。

## 略歴
栗元咲、伊臣麿名義あり。「栗元健太郎/咲」名で栗元咲こと若槻咲美が作画を担い、栗元健太郎が作画協力・一部構成を担当。（amazon著者ページ 栗元健太郎/咲 参照）
『退屈嫌いの封印術師』原作：空松蓮司、キャラクター原案：伊藤宗一 等、少年青年漫画ジャンルで原作付きの漫画を中心に執筆している。
元夫・栗元健太郎の名義で発表された作品の多くが実際は若槻咲美によるもので、近年「栗元健太郎/咲」名義の作品の多くが若槻咲美名義に変更されている旨をTwitterで明かしている。

## 作品一覧
- 特区八犬士Code:T-8

原作・構成：綾峰欄人 作画：若槻咲美 協力：栗元健太郎
- 戦魂 英雄譚〜尾張の風雲児〜

原案・原作：戦魂-SENTAMA- 構成：栗元健太郎　作画：若槻咲美・栗元健太郎
- 足の裏のイーリス

原作・一部構成：月刊HERO's 作画：若槻咲美 構成・協力：栗元健太郎
- 会社をやめて馬主やります!-アキコノユメヲ-

原作：信田朋嗣 作画：若槻咲美 構成・協力：栗元健太郎
- 新・必殺闇同心

原作：黒崎裕一郎 作画原案：神江里見 作画：若槻咲美 構成・協力：栗元健太郎
- RED DATA PLANET

原作・構成：藤沢とおる 作画：若槻咲美（伊臣麿名義）
- リモート番長

原作・構成：栗元健太郎 作画：若槻咲美（伊臣麿名義）
- 豪放磊落の受難 刀剣乱舞 -ONLINE-アンソロジーコミック 刀剣乱舞 -ONLINE-絆

原案：ニトロプラス 漫画：若槻咲美
- 退屈嫌いの封印術師

原作：空松蓮司 キャラクターデザイン：伊藤宗一 漫画：若槻咲美